# Tsevi Mazeh
Tsevi Mazeh (en hébreu צבי מזא"ה ; le prénom est parfois aussi retranscrit Tsvi ou Zvi), né en 1946 à Jérusalem (alors en Palestine mandataire), est un astrophysicien israélien, professeur d'astrophysique à l'Université de Tel Aviv. Il officie comme président de l'Institut d'astronomie de l'Université de Tel Aviv. Il travaille en particulier dans le domaine de la recherche d'exoplanètes.

## Biographie
Tsevi Mazeh est né en 1946 à Jérusalem, alors en Palestine mandataire. De 1967 à 1979, il étudie à l'Université hébraïque de Jérusalem.

## Découvertes
Tsevi Mazeh est connu entre autres pour être co-découvreur de HD 114762 Ab, premier objet de masse substellaire (le statut de planète ou de naine brune demeure incertain) connu en dehors du système solaire.